# La alcaldesa de Hontanares
La alcaldesa de Hontanares es una obra de teatro de 1917 de los dramaturgos José Rincón Lazcano y Eduardo Montesinos.

## Descripción
Consiste en una comedia en tres actos, que se estrenó el 22 de marzo de 1917 en el Teatro Español de Madrid. Ambientada en la localidad segoviana de Hontanares, en el contexto de la fiesta de Santa Águeda, una tradición de la región, fue escrita por José Rincón Lazcano y Eduardo Montesinos, y tuvo buena acogida en el público en su estreno. Destacaría por su retrato de los tipos populares del campo segoviano.

## Personajes
Entre los personajes de La alcaldesa de Hontanares, se encuentran los siguientes:
| - Teresa Bravo (Carmen Cobeña) - Basilia (Carmen Jiménez) - Paula (Joaquina Pino) - Fabián (Leovigildo Ruiz Tatay) | - El Lobato (Alfonso Muñoz) - Matías (Constante Viñas) - Pierrines (Emilio Mesejo) - Braulia (Carmen Cuevas) |